# Meidericher Spielverein Duisburg 1976-1977
Questa voce raccoglie le informazioni riguardanti il Meidericher Spielverein Duisburg nelle competizioni ufficiali della stagione 1976-1977.

## Stagione
Nella stagione 1976-1977 il Duisburg, allenato da Otto Knefler, concluse il campionato di Bundesliga al 9º posto. In Coppa di Germania il Duisburg fu eliminato agli ottavi di finale dal Hertha Berlino.

## Rosa
| N. |                        | Ruolo | Calciatore         |
| -- | ---------------------- | ----- | ------------------ |
|    | Germania (bandiera)    | P     | Gerhard Heinze     |
|    | Germania (bandiera)    | P     | Wolfgang Schreiner |
|    | Germania (bandiera)    | P     | Friedel Schüller   |
|    | Germania (bandiera)    | D     | Michael Bella      |
|    | Paesi Bassi (bandiera) | D     | Kees Bregman       |
|    | Germania (bandiera)    | D     | Bernard Dietz      |
|    | Germania (bandiera)    | D     | Norbert Dronia     |
|    | Germania (bandiera)    | D     | Detlef Pirsig      |
|    | Germania (bandiera)    | C     | Klaus Bruckmann    |
|    | Germania (bandiera)    | C     | Theo Bücker        |

| N. |                     | Ruolo | Calciatore       |
| -- | ------------------- | ----- | ---------------- |
|    | Germania (bandiera) | C     | Herbert Büssers  |
|    | Germania (bandiera) | C     | Norbert Fruck    |
|    | Germania (bandiera) | C     | Ulrich Hintzen   |
|    | Austria (bandiera)  | C     | Kurt Jara        |
|    | Germania (bandiera) | C     | Werner Schneider |
|    | Germania (bandiera) | C     | Jürgen Suchanek  |
|    | Germania (bandiera) | A     | Rudolf Seliger   |
|    | Germania (bandiera) | A     | Klaus Thies      |
|    | Germania (bandiera) | A     | Günter Weber     |
|    | Germania (bandiera) | A     | Ronnie Worm      |

## Organigramma societario
Area tecnica
- Allenatore: Otto Knefler
- Allenatore in seconda:
- Preparatore dei portieri:
- Preparatori atletici:

## Calciomercato

### Sessione estiva
| Acquisti | Acquisti         | Acquisti  | Acquisti |
| R.       | Nome             | da        | Modalità |
| -------- | ---------------- | --------- | -------- |
| P        | Friedel Schüller | Mülheim   |          |
| C        | Jürgen Suchanek  | Spandauer |          |
| A        | Günter Weber     | Colonia   |          |

| Cessioni | Cessioni         | Cessioni        | Cessioni |
| R.       | Nome             | a               | Modalità |
| -------- | ---------------- | --------------- | -------- |
| P        | Dietmar Linders  | Preußen Münster |          |
| C        | Uwe Montelett    | Bocholt         |          |
| A        | Lothar Pufahl    | RW Oberhausen   |          |
| C        | Lothar Schneider | TeBe Berlino    |          |

### Sessione invernale
| Acquisti | Acquisti | Acquisti | Acquisti |
| R.       | Nome     | da       | Modalità |
| -------- | -------- | -------- | -------- |

| Cessioni | Cessioni | Cessioni | Cessioni |
| R.       | Nome     | a        | Modalità |
| -------- | -------- | -------- | -------- |

## Risultati

### Bundesliga

#### Girone di andata
| Arbitro: | Redelfs |

|              |           |             |
| Heynckes 15’ | Marcatori | 13’ Bregman |

| Arbitro: | Jensen |

|                                                          |           |                               |
| Bregman 8’ Thies 21’ Seliger 33’ Dietz 63’ Schneider 88’ | Marcatori | 2’ Torstensson 69’ Rummenigge |

| Arbitro: | Walz |

|                  |           |              |
| Dietz 19’ (rig.) | Marcatori | 89’ Kliemann |

| Arbitro: | Dölfel |

|                   |           |           |
| Trimhold 16’, 19’ | Marcatori | 13’ Thies |

| Duisburg 10 settembre 1976, ore 20:00 CET 5ª giornata | Duisburg | 0 – 0 referto | Borussia Dortmund | Wedaustadion (31 000 spett.)\| Arbitro: \| Frickel \| |
| Arbitro:                                              | Frickel  |               |                   |                                                       |

| Arbitro: | Joos |

|                               |           |                    |
| Seliger 40’ (aut.) Hiller 75’ | Marcatori | 10’ Worm 60’ Dietz |

| Arbitro: | Haselberger |

|            |           |  |
| Bücker 63’ | Marcatori |  |

| Arbitro: | Niemann |

|              |           |                                                               |
| Hrubesch 79’ | Marcatori | 54’ Seliger 61’ (rig.) Dietz 72’ Bücker 74’ Büssers 83’ Fruck |

| Arbitro: | Schröder |

|                                    |           |                                       |
| Jara 29’, 88’ Büssers 34’ Worm 80’ | Marcatori | 17’ Wenzel 47’ Bihn 68’ (rig.) Nickel |

| Arbitro: | Eschweiler |

|                     |           |  |
| Allofs 86’ Geye 89’ | Marcatori |  |

| Arbitro: | Dreher |

|          |           |            |
| Worm 40’ | Marcatori | 85’ Holzer |

| Arbitro: | Ohmsen |

|            |           |                                    |
| Zimmer 50’ | Marcatori | 9’, 12’, 29’ Büssers 25’, 90’ Worm |

| Arbitro: | Linn |

|             |           |            |
| Büssers 45’ | Marcatori | 34’ Larsen |

| Arbitro: | Kindervater |

|                                |           |                       |
| Bongartz 30’, 65’ Rüssmann 39’ | Marcatori | 63’ Büssers 87’ Dietz |

| Duisburg 27 novembre 1976, ore 15:30 CET 15ª giornata | Duisburg | 0 – 0 referto | Amburgo | Wedaustadion (18 000 spett.)\| Arbitro: \| Joos \| |
| Arbitro:                                              | Joos     |               |         |                                                    |

| Arbitro: | Dreher |

|               |           |  |
| Ellbracht 58’ | Marcatori |  |

| Arbitro: | Lutz |

|                                |           |                |
| Jara 43’ Büssers 51’ Thies 85’ | Marcatori | 75’ Bredenfeld |

#### Girone di ritorno
| Arbitro: | Antz |

|                                    |           |                         |
| Worm 42’ Bruckmann 62’ Büssers 69’ | Marcatori | 14’ Bonhof 85’ Simonsen |

| Arbitro: | Biwersi |

|                            |           |             |
| Müller 33’ Torstensson 58’ | Marcatori | 6’, 9’ Worm |

| Arbitro: | Niemann |

|                              |           |                                            |
| Kristensen 66’ Rasmussen 72’ | Marcatori | 31’ Weber 33’ Büssers 56’ Thies 85’ Bücker |

| Duisburg 5 febbraio 1977, ore 15:30 CET 21ª giornata | Duisburg | 0 – 0 referto | Bochum | Wedaustadion (22 000 spett.)\| Arbitro: \| Quindeau \| |
| Arbitro:                                             | Quindeau |               |        |                                                        |

| Arbitro: | Linn |

|                             |           |             |
| Kostedde 6’ Burgsmüller 14’ | Marcatori | 70’ Seliger |

| Arbitro: | Meuser |

|                                  |           |  |
| Bücker 13’ Seliger 28’ Dietz 48’ | Marcatori |  |

| Arbitro: | Walther |

|                            |           |  |
| Toppmöller 56’ Pirrung 82’ | Marcatori |  |

| Arbitro: | Klauser |

|                                  |           |  |
| Worm 3’ Jara 79’, 89’ Pirsig 90’ | Marcatori |  |

| Arbitro: | Lutz |

|                               |           |          |
| Hölzenbein 8’, 87’ Wenzel 89’ | Marcatori | 10’ Worm |

| Arbitro: | Wichmann |

|          |           |  |
| Worm 17’ | Marcatori |  |

| Arbitro: | Aldinger |

|            |           |            |
| Ristić 15’ | Marcatori | 11’ Bücker |

| Arbitro: | Quindeau |

|                    |           |           |
| Seliger 50’ (rig.) | Marcatori | 57’ Wendt |

| Arbitro: | Walz |

|                                            |           |                        |
| Löhr 28’, 43’ Müller 37’, 56’ van Gool 87’ | Marcatori | 33’ Bücker 54’ Seliger |

| Arbitro: | Schmoock |

|                   |           |                                |
| Worm 34’ Jara 67’ | Marcatori | 20’ Rüssmann 55’ (aut.) Bücker |

| Arbitro: | Antz |

|                            |           |  |
| Keller 8’ Steffenhagen 49’ | Marcatori |  |

| Arbitro: | Klauser |

|                    |           |                                         |
| Dietz 24’ Jara 50’ | Marcatori | 13’ Stegmayer 47’ Ellbracht 63’ Förster |

| Arbitro: | Redelfs |

|                             |           |          |
| Struth 8’ (rig.) Kübler 77’ | Marcatori | 75’ Worm |

### Coppa di Germania
| Arbitro: | Gabor |

|  |           |             |
|  | Marcatori | 78’ Bregman |

| Arbitro: | Walz |

|  |           |                         |
|  | Marcatori | 34’, 39’, 47’, 75’ Worm |

| Arbitro: | Wahmann |

|                                  |           |  |
| Jara 14’ Worm 51’ Weber 53’, 84’ | Marcatori |  |

| Arbitro: | Nickel |

|                   |           |                     |
| Bücker 86’ (rig.) | Marcatori | 24’ Beer 74’ Weiner |

## Statistiche

### Statistiche di squadra
| Competizione      | Punti | In casa | In casa | In casa | In casa | In casa | In casa | In trasferta | In trasferta | In trasferta | In trasferta | In trasferta | In trasferta | Totale | Totale | Totale | Totale | Totale | Totale | DR  |
| Competizione      | Punti | G       | V       | N       | P       | Gf      | Gs      | G            | V            | N            | P            | Gf           | Gs           | G      | V      | N      | P      | Gf     | Gs     | DR  |
| ----------------- | ----- | ------- | ------- | ------- | ------- | ------- | ------- | ------------ | ------------ | ------------ | ------------ | ------------ | ------------ | ------ | ------ | ------ | ------ | ------ | ------ | --- |
| Bundesliga        | 34    | 17      | 8       | 8       | 1       | 32      | 17      | 17           | 3            | 4            | 10           | 28           | 34           | 34     | 11     | 12     | 11     | 60     | 51     | +9  |
| Coppa di Germania | -     | 2       | 1       | 0       | 1       | 5       | 2       | 2            | 2            | 0            | 0            | 5            | 0            | 4      | 3      | 0      | 1      | 10     | 2      | +8  |
| Totale            | 34    | 19      | 9       | 8       | 2       | 37      | 19      | 19           | 5            | 4            | 10           | 33           | 34           | 38     | 14     | 12     | 12     | 70     | 53     | +17 |

### Andamento in campionato
| Giornata  | 1  | 2 | 3 | 4 | 5  | 6 | 7 | 8 | 9 | 10 | 11 | 12 | 13 | 14 | 15 | 16 | 17 | 18 | 19 | 20 | 21 | 22 | 23 | 24 | 25 | 26 | 27 | 28 | 29 | 30 | 31 | 32 | 33 | 34 |
| --------- | -- | - | - | - | -- | - | - | - | - | -- | -- | -- | -- | -- | -- | -- | -- | -- | -- | -- | -- | -- | -- | -- | -- | -- | -- | -- | -- | -- | -- | -- | -- | -- |
| Luogo     | T  | C | C | T | C  | T | C | T | C | T  | C  | T  | C  | T  | C  | T  | C  | C  | T  | T  | C  | T  | C  | T  | C  | T  | C  | T  | C  | T  | C  | T  | C  | T  |
| Risultato | N  | V | N | P | N  | N | V | V | V | P  | N  | V  | N  | P  | N  | P  | V  | V  | N  | V  | N  | P  | V  | P  | V  | P  | V  | N  | N  | P  | N  | P  | P  | P  |
| Posizione | 10 | 5 | 4 | 8 | 10 | 9 | 6 | 5 | 4 | 7  | 7  | 5  | 5  | 7  | 6  | 7  | 7  | 5  | 5  | 3  | 4  | 5  | 3  | 4  | 4  | 4  | 4  | 3  | 4  | 5  | 6  | 9  | 9  | 9  |

Legenda:

Luogo: C = Casa; T = Trasferta. Risultato: V = Vittoria; N = Pareggio; P = Sconfitta.

### Statistiche dei giocatori
| Giocatore    | Bundesliga | Bundesliga | Bundesliga  | Bundesliga | Coppa di Germania | Coppa di Germania | Coppa di Germania | Coppa di Germania | Totale   | Totale | Totale      | Totale     |
| Giocatore    | Presenze   | Reti       | Ammonizioni | Espulsioni | Presenze          | Reti              | Ammonizioni       | Espulsioni        | Presenze | Reti   | Ammonizioni | Espulsioni |
| ------------ | ---------- | ---------- | ----------- | ---------- | ----------------- | ----------------- | ----------------- | ----------------- | -------- | ------ | ----------- | ---------- |
| M. Bella     | 26         | 0          | 1           | 0          | 4                 | 0                 | 0                 | 0                 | 30       | 0      | 1           | 0          |
| K. Bregman   | 33         | 2          | 6           | 1          | 3                 | 1                 | 1                 | 0                 | 36       | 3      | 7           | 1          |
| K. Bruckmann | 20         | 1          | 2           | 0          | 3                 | 0                 | 1                 | 0                 | 23       | 1      | 3           | 0          |
| T. Bücker    | 33         | 6          | 1           | 0          | 4                 | 1                 | 0                 | 0                 | 37       | 7      | 1           | 0          |
| H. Büssers   | 31         | 10         | 0           | 0          | 4                 | 0                 | 0                 | 0                 | 35       | 10     | 0           | 0          |
| B. Dietz     | 32         | 7          | 2           | 0          | 4                 | 0                 | 0                 | 0                 | 36       | 7      | 2           | 0          |
| N. Dronia    | 0          | 0          | 0           | 0          | 0                 | 0                 | 0                 | 0                 | 0        | 0      | 0           | 0          |
| N. Fruck     | 8          | 1          | 0           | 0          | 1                 | 0                 | 0                 | 0                 | 9        | 1      | 0           | 0          |
| G. Heinze    | 32         | 0          | 0           | 0          | 4                 | 0                 | 0                 | 0                 | 36       | 0      | 0           | 0          |
| U. Hintzen   | 0          | 0          | 0           | 0          | 0                 | 0                 | 0                 | 0                 | 0        | 0      | 0           | 0          |
| K. Jara      | 34         | 7          | 5           | 0          | 4                 | 1                 | 1                 | 0                 | 38       | 8      | 6           | 0          |
| D. Pirsig    | 32         | 1          | 10          | 0          | 4                 | 0                 | 2                 | 0                 | 36       | 1      | 12          | 0          |
| W. Schneider | 32         | 1          | 1           | 0          | 3                 | 0                 | 0                 | 0                 | 35       | 1      | 1           | 0          |
| W. Schreiner | 2          | 0          | 0           | 0          | 0                 | 0                 | 0                 | 0                 | 2        | 0      | 0           | 0          |
| F. Schüller  | 1          | 0          | 0           | 0          | 0                 | 0                 | 0                 | 0                 | 1        | 0      | 0           | 0          |
| R. Seliger   | 32         | 6          | 4           | 0          | 3                 | 0                 | 0                 | 0                 | 35       | 6      | 4           | 0          |
| J. Suchanek  | 5          | 0          | 0           | 0          | 1                 | 0                 | 0                 | 0                 | 6        | 0      | 0           | 0          |
| K. Thies     | 15         | 4          | 1           | 0          | 2                 | 0                 | 0                 | 0                 | 17       | 4      | 1           | 0          |
| G. Weber     | 12         | 1          | 0           | 0          | 3                 | 2                 | 0                 | 0                 | 15       | 3      | 0           | 0          |
| R. Worm      | 34         | 13         | 0           | 0          | 4                 | 5                 | 0                 | 0                 | 38       | 18     | 0           | 0          |